# Космос-1267
Космос-1267 (ТКС №16301), також відомий як ТКС-2, був безпілотним космічним апаратом транспортного корабля постачання (ТКС), який приєднався до радянської космічної станції «Салют-6».
Запуск ТКС-2 відбувся 25 квітня 1981 року як Космос-1276. 24 травня 1981 року від ТКС відокремився і приземлився ВА (спускний апарат). 19 червня 1981 року апарат автоматично зістикувався зі станцією Салют-6. Для сумісності стикувальних агрегатів корабля і станції останній, шостий, основний екіпаж станції (Ковальонок і Савіних) до повернення на землю встановили у конусі переднього стикувального вузла станції спеціальний перехідник, який забезпечував стикування (стягнення) ТКС з станцією, без закривання замків агрегату. ТКС і ДОС разом літали понад 400 діб, корабель коректував орбіту станції. 29 липня 1982 року ТКС видав гальмівний імпульс і увійшов разом зі станцією у щільні шари атмосфери
.